# Ours blanc
Ursus maritimus · Ours polaire
Ne doit pas être confondu avec Ours Kermode.
Pour l’article homonyme, voir Ours blanc (Pompon).
Espèce
Synonymes
- Thalarctos maritimus (Phipps, 1774)
- etc.

Statut de conservation UICN

 VUA3c : Vulnérable
Statut CITES
L'ours blanc (Ursus maritimus), aussi connu sous le nom d'ours polaire, est un grand mammifère omnivore (à prédominance carnivore) originaire de l'Arctique. C'est, avec l'ours kodiak et l'éléphant de mer, l'un des plus grands carnivores terrestres et il figure au sommet de sa pyramide alimentaire.
Parfaitement adapté à son habitat, l'ours blanc possède une épaisse couche de graisse ainsi qu'une fourrure qui l'isolent du froid. La couleur blanche de son pelage lui assure un camouflage idéal sur la banquise et sa peau noire lui permet de mieux conserver sa chaleur corporelle. Pourvu d'une courte queue et de petites oreilles, il possède une tête relativement petite et fuselée ainsi qu'un corps allongé, caractéristiques de son adaptation à la natation. L'ours blanc est parfois considéré comme un mammifère marin semi-aquatique, dont la survie dépend essentiellement de la banquise et de la productivité marine. Il chasse aussi bien sur terre que dans l'eau. Son espérance de vie est de quinze à trente ans.
Cette espèce vit uniquement sur la banquise autour du pôle Nord, au bord de l'océan Arctique. L'Union internationale pour la conservation de la nature (UICN) estime la population d'ours blancs à environ 26 000 individus. Elle considère l'espèce comme vulnérable (VU), principalement en raison du réchauffement climatique et du bouleversement de son habitat qui en résulte. En 2015, Morten Jørgensen conclut au contraire que la principale menace pesant sur l'ours polaire est la chasse, loin devant le changement climatique, et estime la population inférieure à 20 000 individus.
Animal charismatique, l'ours blanc a un fort impact culturel sur les peuples Inuits, qui dépendent toujours de sa chasse pour survivre. Il a également marqué la culture populaire via certains de ses représentants comme Knut, ou encore l'art avec la sculpture d'ours blanc réalisée par François Pompon.
Le parc national Wapusk au Manitoba, au Canada, est connu pour être la capitale mondiale des ours polaires. C’est l’un des meilleurs endroits pour voir ces ours dans leur environnement, particulièrement à leur arrivée en automne, alors qu’ils attendent que la baie d'Hudson gèle, afin de pouvoir y chasser le phoque.

## Aspect physique

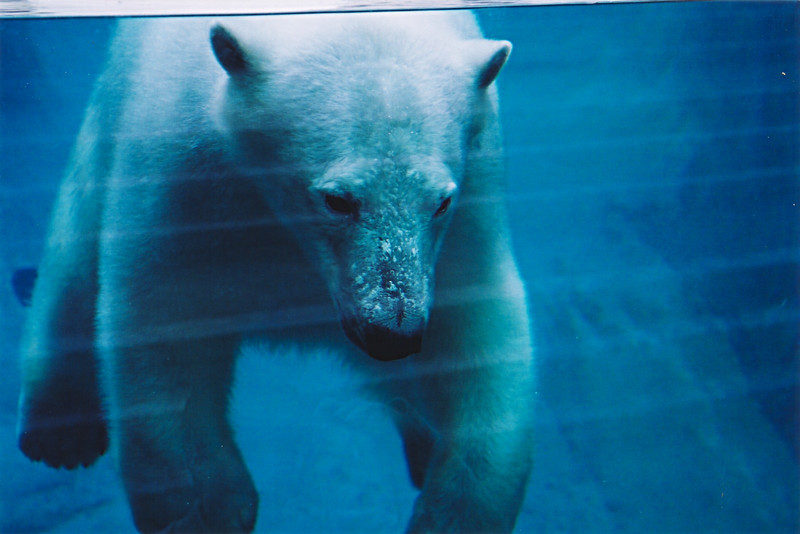
L'ours blanc est un très bon nageur (aquarium du Québec)

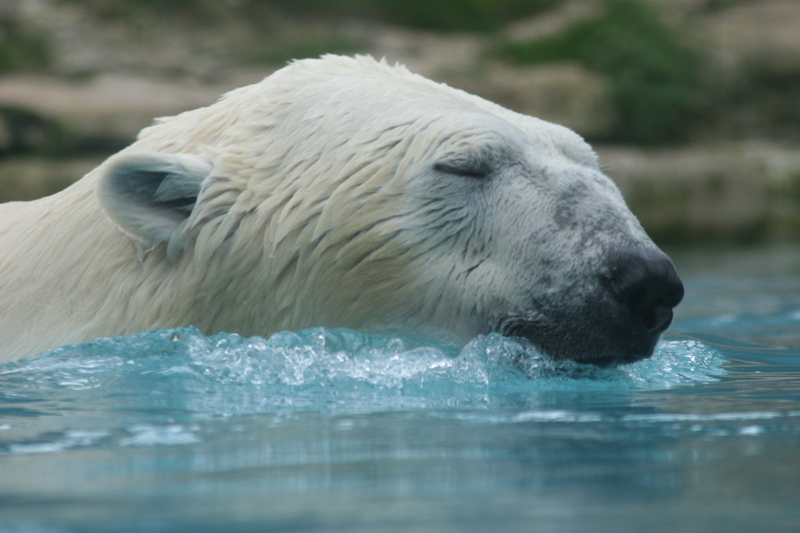
Ours blanc sortant sa tête de l'eau.

L'ours blanc possède la morphologie d'un ours typique : un corps imposant, une fourrure abondante, une grande tête rectangulaire, de petites oreilles arrondies, une courte queue et des pattes puissantes et épaisses. Ses yeux, son museau, ses lèvres, sa peau et ses coussinets sont noirs. Sa principale particularité est d'être le seul ours à manteau blanc.
Par rapport à l'ours brun, l'ours blanc a un corps plus long, tout comme son cou et son crâne, mais des oreilles plus petites. Le profil de l'ours blanc est également différent, avec un museau plus proéminent.

### Taille et masse
L'ours blanc est, avec l'ours kodiak et l'éléphant de mer, l'un des plus grands carnivores terrestres vivants. Ils ont une hauteur de 1 à 1,5 m au garrot. Les mâles adultes pèsent généralement entre 400 et 600 kg mais peuvent parfois atteindre les 800 kg pour une taille de 2 à 3 m de long.
L'ours blanc présente un dimorphisme sexuel important : généralement deux fois plus petites que les mâles, les femelles pèsent de 200 à 350 kg et mesurent de 1,8 à 2 m. À la naissance, les oursons ne pèsent que 600 à 700 g. Le record de masse pour un ours blanc est actuellement de 1 102 kg.
L'ours blanc a des prises de poids assez spectaculaires. Par exemple, au Canada, un ours blanc femelle a pris plus de 400 kg en neuf mois. En novembre, elle pesait 92 kg, mais au mois d'août, elle a été pesée à 505 kg. Ceci s'explique par l'accumulation des graisses de phoque qui sont mangées au printemps.
Des données récentes suggèrent que la masse des ours blancs décline. Ces données peuvent être prises comme une indication des pressions qui pèsent sur eux. Une étude de 2004 de la National Geographic Society a montré que la masse des ours blancs, en moyenne, était inférieure de 25 % à leur masse dans les années 1970. Pour exemple, en 2007, les femelles de la baie d'Hudson avaient une masse moyenne de seulement 230 kg, contre 300 kg dans les années 1980. Leur masse ne les empêche pas d'être très véloces sur la terre ferme. Ils peuvent sans problème être plus rapides qu'un homme à la course. Ils courent généralement à 40 kilomètres par heure mais peuvent atteindre les 50 kilomètres par heure.

### Peau et fourrure
L'ours blanc est immédiatement reconnaissable à sa fourrure blanc-jaunâtre (admettant une large gamme de variations individuelles et saisonnières) qui lui permet de se camoufler dans le paysage arctique. En réalité, les poils ne sont pas pigmentés en blanc : ils sont non pigmentés, donc incolores, translucides et creux. C'est la diffusion due aux réflexions et réfractions multiples de la lumière visible au travers de ces poils creux qui les fait apparaître blancs, de la même manière que la neige. Une telle coloration est mimétique, c'est-à-dire qu'il s'agit d'un camouflage pour pouvoir s'approcher plus facilement de ses proies. Au-delà du spectre visible, une caractéristique des poils est qu'ils absorbent les rayons violets et ultraviolets - ce qui serait dû aux protéines de kératine qui les composent, lesquelles ont la propriété d'absorber les ultraviolets - c'est pourquoi la fourrure de l'ours a souvent des reflets jaunâtres. À la différence d'autres mammifères arctiques (tels que le renard polaire), la couleur de la fourrure de l'ours blanc ne change jamais pour une couleur plus foncée en été.
Sous son pelage, l'ours blanc a une peau complètement noire, ce qui permet d'absorber le rayonnement qui parvient jusque là de façon optimale. Certains zoologistes ont émis l'hypothèse que les poils transparents de l'ours blanc seraient des sortes de fibres optiques captant et conduisant la lumière vers cette peau noire pour l'aider à rester au chaud. Mais, outre le fait que ce processus fonctionnerait alors dans les deux sens en favorisant le refroidissement nocturne, cette hypothèse est contredite par des études plus récentes,.
L'ours blanc renouvelle sa fourrure de mai à août. La fourrure est habituellement de cinq à quinze cm sur la majeure partie du corps. Cependant, sur les pattes antérieures, les mâles ont des poils plus longs qui s'allongent jusqu'à l'âge de quatorze ans. On suppose que cela est une forme d'attrait pour les femelles, à la manière de la crinière du lion.

## Évolution

### Spéciation

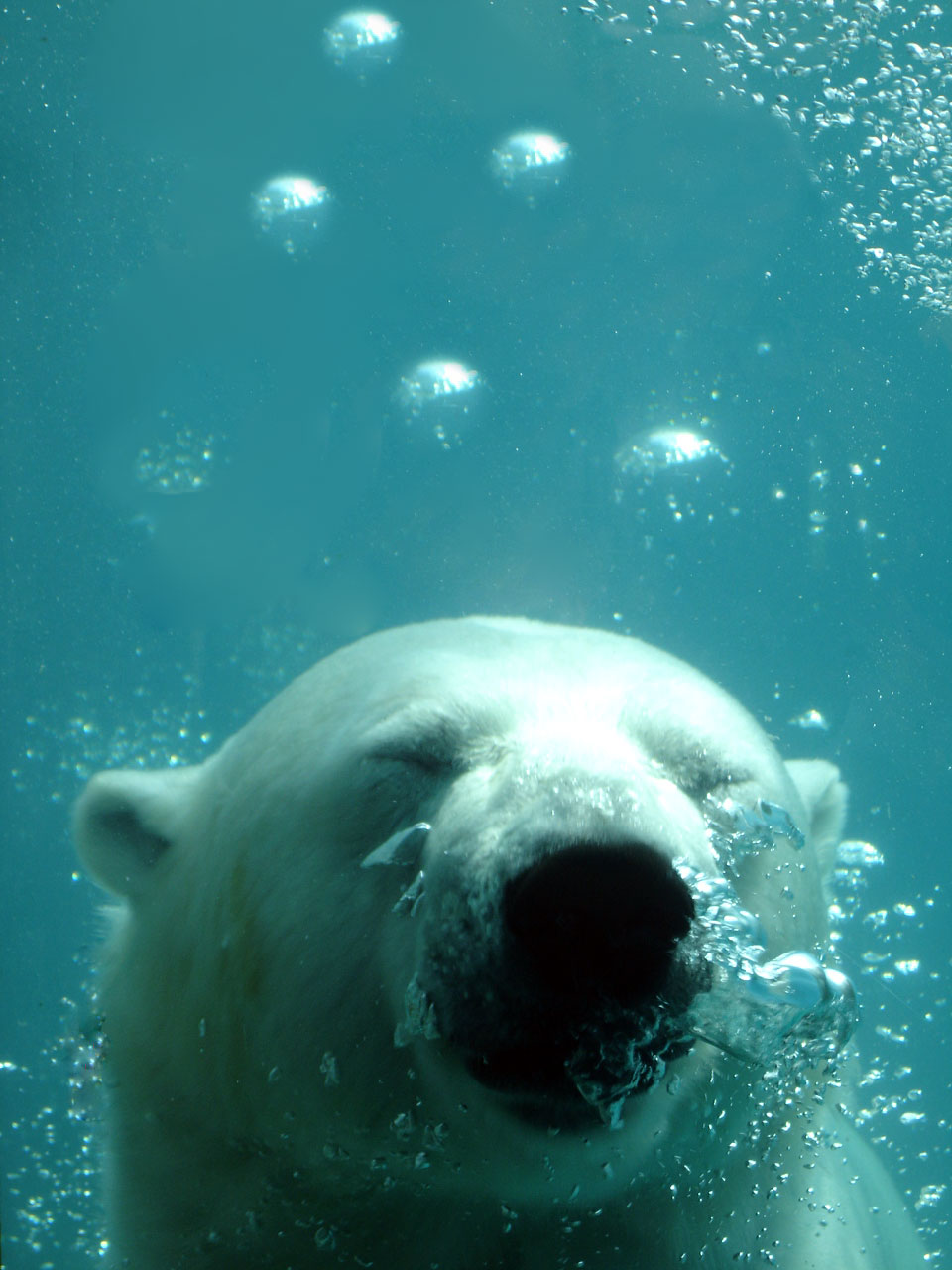
Ours blanc au zoo sauvage de Saint-Félicien.

Les 6 espèces distinctes d'ours sont apparues il y a environ 6 millions d'années. Les témoignages fossiles et l'analyse de leur ADN nucléaire ont permis de montrer que l'ours blanc et l'ours brun ont divergé il y a environ 600 000 ans. Les ours blancs ont cependant la possibilité de produire une descendance fertile en s'accouplant avec des ours bruns, suggérant qu'ils ont un ancêtre commun proche. Si les hybrides étaient infertiles on pourrait parler assurément d'espèces différentes mais à contrario la fertilité des hybrides ne permet pas de conclure car l'infertilité n'est pas une nécessité.
Dans un article largement cité de 1996, une comparaison de l'ADN mitochondrial de différents ours bruns de l'île Amirauté (en) et des îles Baranof et Chichagof de l'Alaska montre que ces groupes d'ours partagent un ancêtre commun plus récent avec les ours blancs qu'avec les autres populations d'ours bruns du monde. Du point de vue de l'ascendance, définir l'ensemble des ours bruns comme un groupe génétique (un taxon monophylétique) séparé des ours blancs ne semble alors plus pertinent. En 2012, l'étude du génome nucléaire montre une divergence clairement ancienne de l'ours blanc, révélant que la similarité mitochondriale avec les ours bruns des îles d'Alaska n'est que le résultat d'une introgression génétique, par des femelles ours bruns, lors des fluctuations climatiques passées.

### Sous-espèces et sous-populations

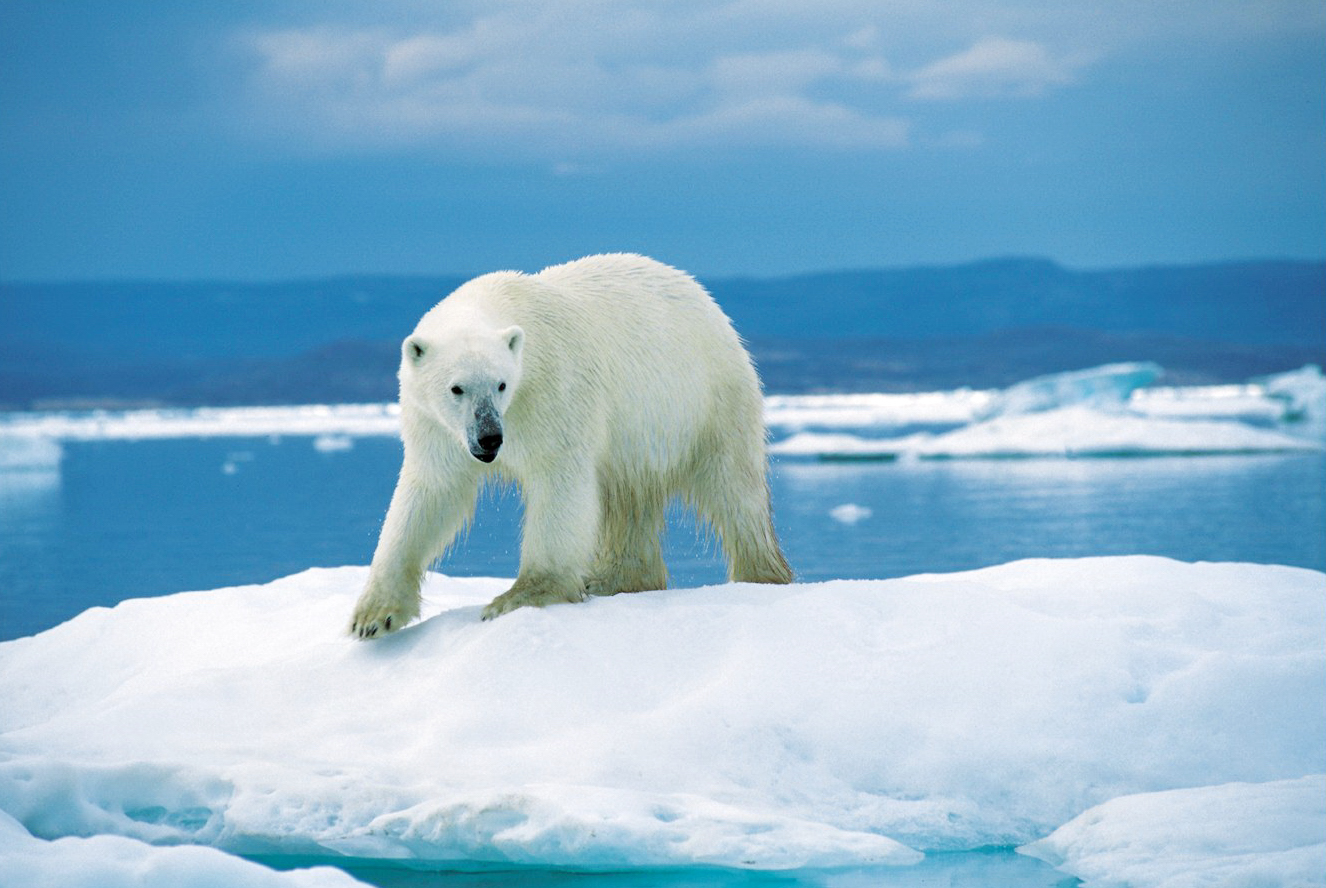
Ours blanc sur un banc de glace de Wager Bay (parc national d'Ukkusiksalik, Nunavut, Canada).

Certaines sources distinguent deux sous-espèces : Ursus maritimus maritimus ; Ursus maritimus marinus.
Il existait également autrefois une sous-espèce aujourd'hui éteinte : Ursus maritimus tyrannus.
Mais il est souvent considéré qu'il n'existe pas de sous-espèces actuelles chez l'ours blanc. Les croisements entre ours bruns et ours blancs donnent des hybrides fertiles, l'ours blanc est donc quelquefois classé comme un sous-représentant de l'ours brun. Le terme de sous-population serait donc plus adapté que celui de sous-espèce dans ce cas. Dix-neuf sous-populations auraient été définies par l'étude des déplacements de femelles équipées de colliers à repérage radio par satellite. Le nombre de sous-populations dépendrait beaucoup de l'organisme chargé du dénombrement. L'UICN/SSC PBSG (Polar Bear Specialist Group), un important corps international de recherche et de gestion sur l'ours blanc, reconnaît actuellement une vingtaine de sous-populations dans le monde,. Les sous-populations suivantes font partie des plus connues :
- celle de la mer des Tchouktches (île Wrangel et ouest de l'Alaska) ;
- celle de la mer de Beaufort (Alaska du nord et du nord-ouest et Canada du nord-ouest) ;
- celle de l'archipel Canadien Arctique ;
- celle du Groenland ;
- celle du Spitzberg et de l'archipel François-Joseph ;
- celle de la Sibérie du centre nord.

Parmi ces sous-populations, treize sont présentes au Canada, totalisant environ 15 000 individus en 2007. Dans les années 2000, la population des ours blancs est estimée entre 21 500 et 25 000 individus dont 60 % vivraient au Canada et 25 % en Alaska. En 2005, un rapport d'experts alerte sur le risque de déclin des populations d'ours blancs à la suite de la réduction de la surface de la banquise de l'Arctique, consécutivement au réchauffement climatique. Un réchauffement plus important de l'Arctique menacerait la totalité des ours blancs car ils dépendent étroitement de la banquise pour vivre, chasser et se reproduire .
Selon un rapport publié en 2005 par le groupe spécialiste des ours blancs de l'Union internationale pour la conservation de la nature (UICN), la population est alors estimée entre 20 000 et 30 000 individus  Mais la population de l'ouest de la baie d'Hudson au Canada et la population du sud de la mer de Beaufort (États-Unis/Canada), ont connu un déclin respectivement de 22 % et 17 % ces deux dernières décennies,. Les trois autres populations en déclin sont celles de la mer de Baffin et du bassin Kane – partagé entre le Groenland et le Canada – et de la baie de Norvège au Canada. Les derniers recensements publiés (en 2016) n'ont toutefois pas montré de diminution de la population, celle-ci restant entre 21 000 à 30 000 individus.

### Synonymes
Ursus maritimus compte les synonymes suivants :
- Thalarctos maritimus (Phipps, 1774)
- Ursus marinus Pallas, 1776
- Ursus polaris Shaw, 1792
- Ursus jenaensis Knottnerus-Mayer, 1908
- Ursus labradorensis Knottnerus-Meyer, 1908
- Ursus eogroenlandicus Knottnerus-Meyer, 1908
- Ursus groenlandicus Birula, 1932

Gray crée en 1825 un genre propre à l'ours blanc, Thalarctos (ou Thalassarctos), repris par Gromov et Baranova en 1981.

## Répartition géographique et habitat

Répartition de l'ours blanc.

L'ours blanc est une espèce vivant autour du pôle nord, au bord de l'océan Arctique, dont l'habitat se limite quasiment à la banquise. Le point le plus méridional de leur habitat se situe dans la baie James au Canada. Bien que les effectifs décroissent au nord de 88° de latitude, on peut en rencontrer dans tout l'Arctique. Les estimations datant des années 1980 faisaient état d’un effectif compris entre 20 000 et 24 000 individus.
Les populations les plus nombreuses se trouvent :
- sur l'île Wrangel et à l'ouest de l'Alaska,
- au nord de l'Alaska,
- au Groenland,
- au Svalbard - Terre François-Joseph,
- au centre nord de la Sibérie,
- et surtout dans l'archipel arctique canadien.

L'étendue du territoire de l'ours blanc est limitée par la disponibilité de bancs de glace flottant sur la mer, utilisés comme plates-formes de chasse au phoque, sa principale nourriture, mais aussi comme espace de repos. L'actuelle disparition à un rythme accéléré de la banquise arctique menace directement la survie de l'espèce, l'ours blanc pourrait ainsi s'éteindre avant la fin du XXIe siècle. Des signes avant-coureurs ont été observés aux extrémités sud-ouest de son territoire.
En 2022, dans les fjords du sud-est du Groenland, une sous-population génétiquement distincte (27 femelles adultes), isolée depuis au moins 200 ans par des montagnes et une calotte glaciaire à l'ouest, et par l'océan ouvert à l'est a été découverte ; ce groupe a changé ses méthodes de chasse utilisant la glace qui a vêlé des glaciers (dite "mélange glaciaire", « laissant espérer que certains membres de l'espèce pourraient survivre à la perte de glace causée par le changement climatique ».

## Mode de vie

### Comportement

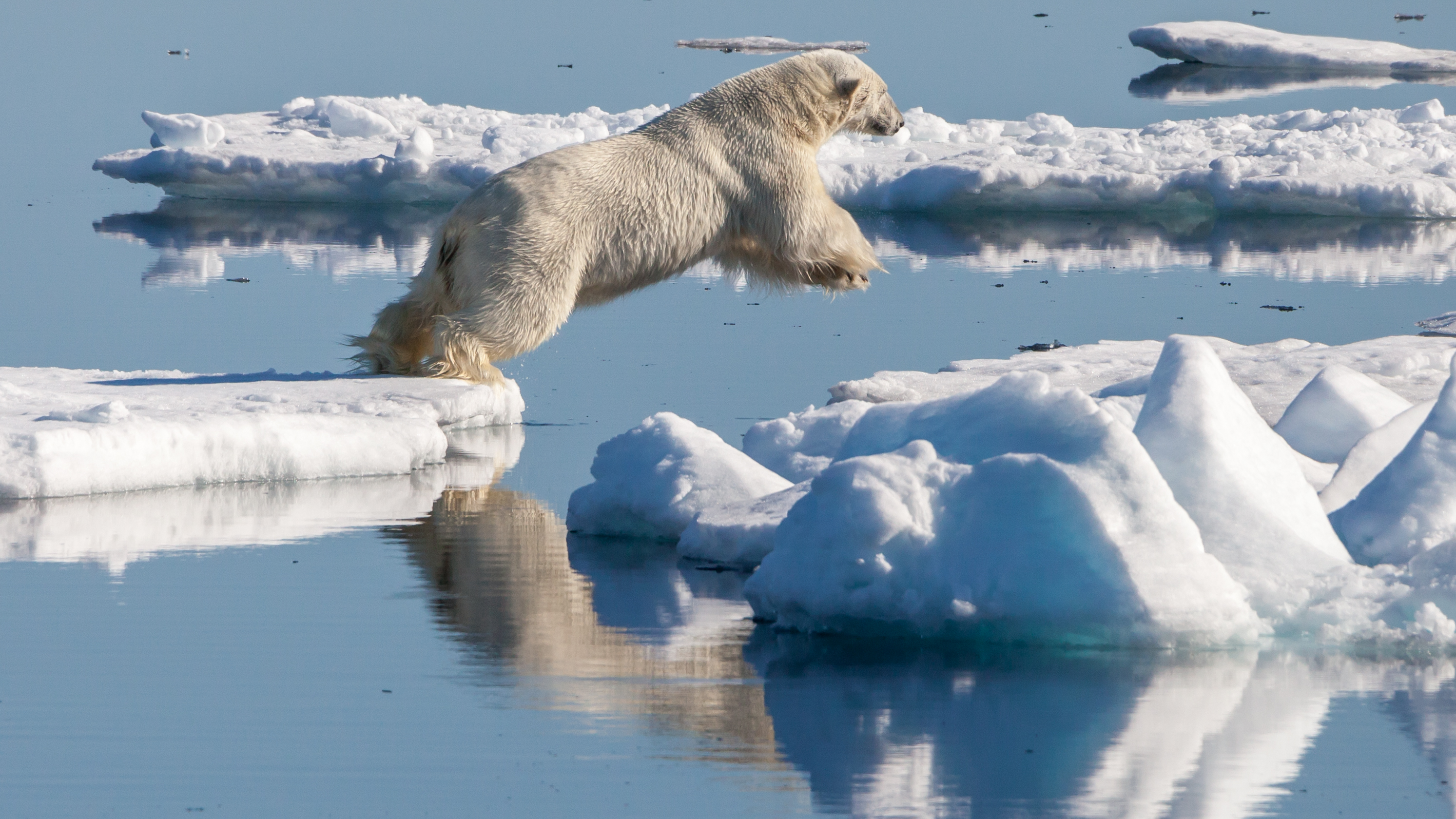
Ours venant de rater une prise et partant à la recherche d'une autre proie. Dans le nord de l'archipel du Svalbard.

Les ours blancs sont des animaux solitaires. Excellents nageurs grâce à leur couche de graisse, ils peuvent être vus en pleine mer à des kilomètres de toute terre. Ils nagent en utilisant leurs pattes avant pour se propulser et leurs pattes arrière comme gouvernail. Le pelage se gonfle d'air pour augmenter la flottaison. Sous l'eau, les yeux restent ouverts mais les narines se ferment, ils peuvent ainsi retenir leur respiration jusqu'à deux minutes.
Sa fourrure est si isolante qu'il lui arrive de souffrir de la chaleur. Ainsi, il se prélasse parfois sur la glace pour se refroidir ; sur terre, il peut creuser à la recherche de la couche de pergélisol, plus froide que le sol.

### Régime alimentaire

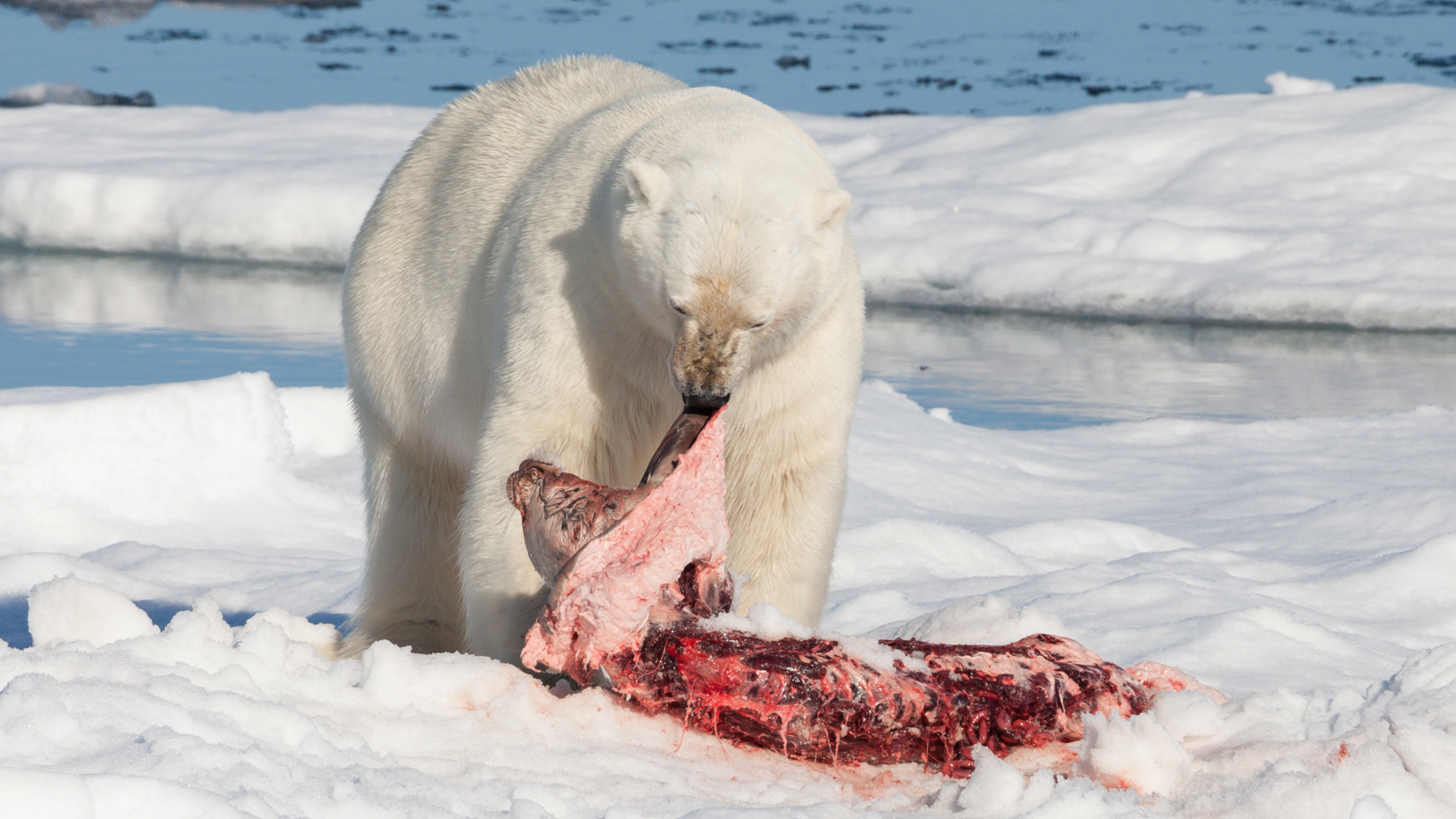
Ours blanc dévorant un phoque barbu.

Le mode de vie de l'ours blanc est très différent de celui de son cousin, l'ours brun. En dépit de leur récente séparation au cours de l'évolution, ces deux espèces exploitent des sources d'énergie extrêmement différentes. L'ours brun est terrestre et l'essentiel de son régime est végétal avec un appoint de protéines animales, tandis que l'ours blanc est le plus carnivore des ursidés. Deux espèces de phoques constituent l'essentiel de son régime : Phoca hispida, qui atteint 60 kg, l'espèce la plus nombreuse en Arctique et formant sa proie principale, et Erignathus barbatus, pouvant dépasser 400 kg. Aucune de ces deux espèces de phoque ne se retrouve en l'absence de banquise, ce qui limite l'aire de chasse de l'ours blanc, mais l'ours blanc est opportuniste. Ainsi, une autre proie commune de l'ours blanc est le morse et il est aussi capable d'attraper des bélugas. En tant que consommateur de poissons, l'ours blanc ingère de grandes quantités de vitamine A qu'il stocke dans son foie. Par le passé, des explorateurs de l'Arctique se sont souvent empoisonnés en mangeant le foie d'un ours blanc, en raison d'une hypervitaminose A.
Le pelage de l'ours blanc lui offre un excellent camouflage. Lorsqu'il chasse, il cache son museau avec ses pattes, ce qui le trahirait sinon. L'ours est également un bon pêcheur et utilise ses griffes pour harponner ses proies. La femelle peut jeûner près de huit mois avant de mettre bas ses petits, habituellement deux oursons pesant entre 600 et 700 g. Elle retourne ensuite rapidement sur la banquise pour chasser le phoque, sa nourriture favorite, ou attraper du poisson. Les bonnes années, l'ours blanc accumule une épaisse couche de graisse avant la débâcle. Une fois à terre, il entre alors en « hibernation itinérante » : bien que restant en activité, son métabolisme ralentit sensiblement, permettant ainsi d'économiser énergie et réserves.
À cause du réchauffement climatique et de la fonte des glaces, l'ours blanc éprouve de plus en plus de difficultés à chasser les phoques. Sa quête de nourriture s’est rapidement portée sur les zones de nidification des oiseaux, faisant des œufs une partie importante de son alimentation. Cependant, l’équilibre alimentaire de l'ours se voit perturbé, en partie parce que les œufs sont trop riches en protéines. En cas de forte disette l'ours polaire peut, à l'instar de son cousin l'ours brun, se rabattre sur des baies, des racines ou des déchets alimentaires.

### Reproduction

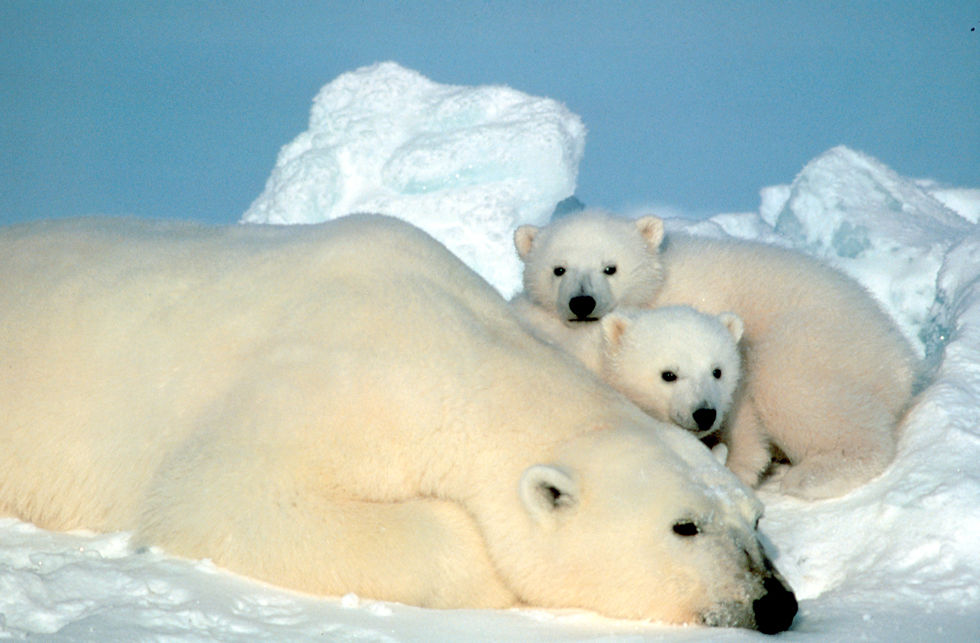
Ourse avec ses oursons.

Les mâles ne sont pas sexuellement matures avant l'âge de quatre ans, mais les femelles peuvent être mères dès l'âge de trois ans. Elles ont rarement plus de 2 petits, à raison d'une mise bas tous les 3 ans, qui viennent au monde lorsque la femelle hiberne dans sa tanière au mois d'octobre et se contentent du riche lait maternel pendant plusieurs semaines. Après sa sortie de tanière aux alentours de mars, la reproduction de la femelle a lieu en juin. Fécondée par le mâle, elle porte l'embryon pendant 5 mois (mise bas en décembre) alors que la gestation ne dure que 55 jours ; la femelle produit ainsi une implantation différée (en) de l'embryon. La mère n'emmène ses petits hors de la tanière que lorsqu'ils sont âgés de 3 à 4 mois ; c'est à ce moment qu'ils découvrent le monde qui les entoure. Les jeunes prennent leur indépendance tardivement, car l'ourse s'occupe de toute leur éducation, leur apprenant la chasse et le choix d'une tanière. Ils ne se séparent définitivement d'elle qu'à l'âge de 3 ans. Lors de cette période, les petits prennent beaucoup de poids grâce au lait produit par la femelle, qui contient 50 % de matières grasses,.

#### Hybridation

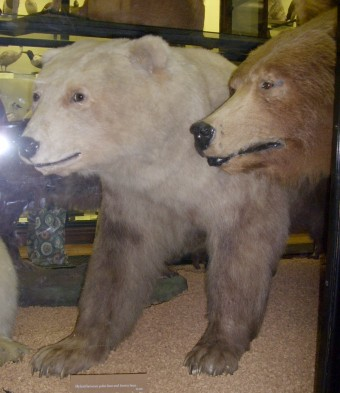
Un grolar au Rothschild Museum, Tring

L'ours blanc et le grizzli ont divergé génétiquement il y a 200 000 ans, mais peuvent encore s'hybrider pour donner un animal connu dans les pays anglophones sous le nom de grolar ou de pizzly, « ours polaire » se disant « polar bear » en anglais.

## Menaces

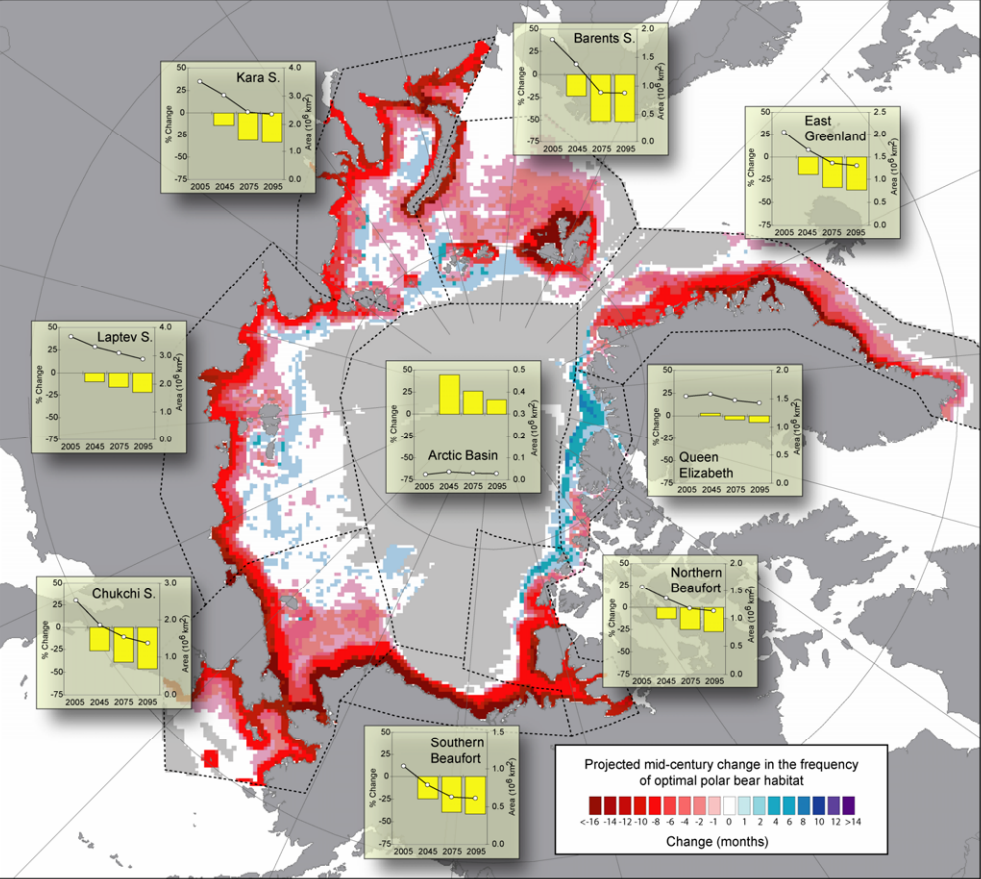
Carte de l'US Geological Survey estimant la répartition de l'ours blanc et la qualité de son habitat pour les quatre premières décennies du XXIe siècle. En rouge, les zones où l'habitat se dégrade et en bleu les zones où l'habitat s'améliore.

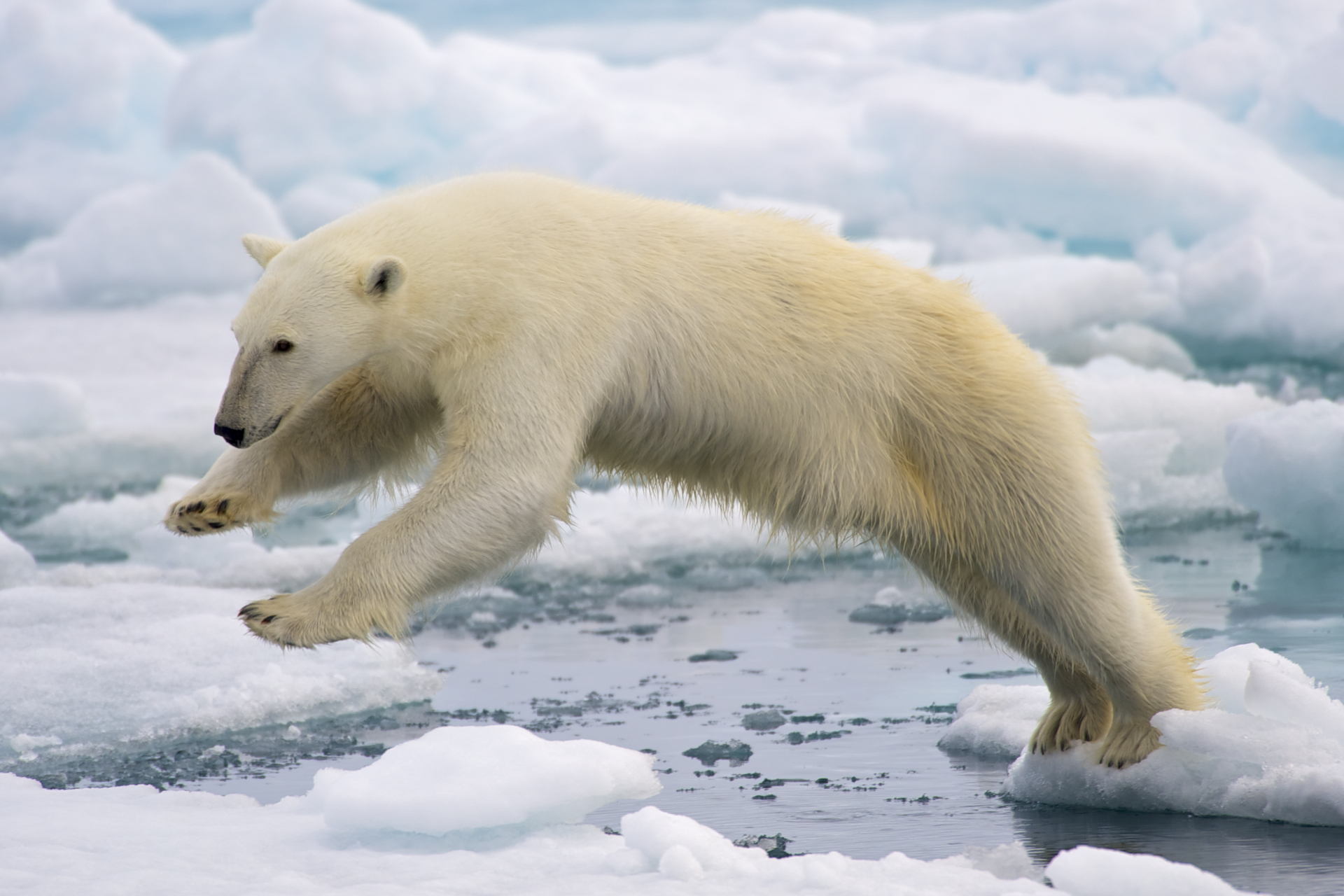
Un ours blanc bondissant entre deux blocs de glace de la banquise fondante, sur l'île de Spitzberg, dans l'archipel norvégien de Svalbard.

L'ours blanc est sur la liste rouge des espèces menacées de l'UICN (Union Internationale pour la Conservation de la Nature). Auparavant classée dans la catégorie « risque faible, dépendant des efforts de conservation » selon la liste rouge établie en 1996, l'espèce se trouve désormais dans la catégorie « vulnérable ».

### Fonte de la banquise
On estime que l'espèce pourrait disparaitre d'ici un siècle à cause de la réduction de la superficie et de la qualité de son habitat,. L'United States Geological Survey (USGS) a publié une étude sur les ours blancs : si la fonte de la banquise dans l'océan Arctique se poursuit, leur population mondiale, estimée à 22 000 individus, diminuera des deux tiers d'ici à 2050.
L'habitat des ours blancs est naturellement limité par l'étendue de la banquise et par les plaques de glace dérivantes dont ils se servent comme plate-forme pour la chasse au phoque ainsi que pour l'itinérance et l'élevage des jeunes. Ils ne visitent la terre ferme que pour creuser les tanières où les femelles mettent bas et sont donc menacés par la disparition de pans de plus en plus grands de la banquise. Son métabolisme ne lui permet pas de survivre sans glace d'une part et d'autre part les phoques peuvent de plus en plus facilement, de par le recul de la banquise, reprendre leur respiration hors d'atteinte de ce prédateur.
Le réchauffement climatique restreint donc dangereusement l'habitat vital de l'espèce. Les premiers signes de déclin ont été observés dans les zones les plus méridionales de son implantation, comme la Baie d'Hudson, et selon une étude publiée en 2016, aucun refuge de l'ours blanc n'est désormais à l'abri des effets du changement climatique. Certains modèles climatiques suggèrent même que presque tout l'océan polaire arctique pourrait être libre de glace en été dès le milieu du XXIe siècle, mais aucune solution alternative – telle que l'introduction de l'ours blanc en Antarctique – n'est sérieusement envisagée à l'heure actuelle[réf. nécessaire].
Les découvertes d'ours blancs noyés et de cas de cannibalisme, l'augmentation du nombre d'ours « à problèmes » – cherchant de la nourriture près des communautés humaines arctiques – sont rapportées de plusieurs régions. Ces observations sont cohérentes avec les prédictions liées aux changements causés par le réchauffement climatique.
Les ours blancs trouvent leur nourriture la plus riche sur la banquise située à l'aplomb des plateaux continentaux, en marge des côtes. L’étendue totale de la banquise arctique présente au mois de septembre s’est fortement réduite ces quarante dernières années, passant de 8 millions à 4 millions de km² . L'habitat estival nécessaire aux ours se réduit. Leur période de chasse sur la banquise raccourcit, d'où un jeûne plus long. Et la glace, moins épaisse, risque davantage de dériver au gré des vents et courants et d'emporter les ours loin de leurs territoires. Ces animaux doivent alors s'épuiser à nager en pleine mer pour trouver des plaques de glace hospitalières ou regagner la terre ferme, ce qui peut leur être fatal. En 2008, une femelle équipée d'une balise a ainsi nagé 687 km pour rejoindre la banquise, au large de la côte nord de l'Alaska.

### Chasse à l'ours blanc

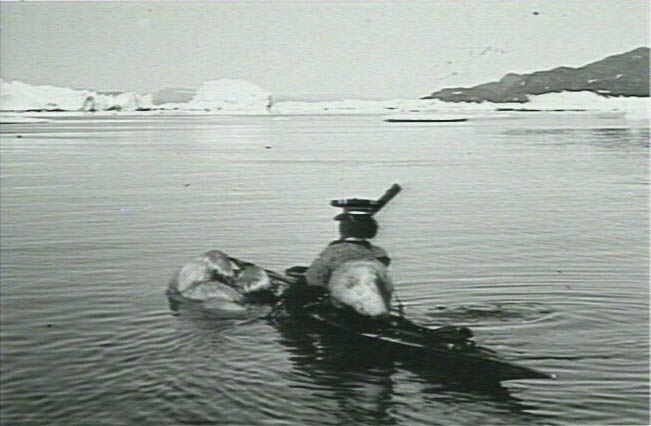
Chasseur d'ours inuit.

La chasse à l'ours blanc est pratiquée par les Inuits et les chasseurs de trophées. En 1972, les États-Unis ont signé le Marine Mammal Protection Act parce que la population de nombreuses espèces marines avait décru drastiquement. Ce texte de loi interdit de tuer, blesser ou même harceler toutes les espèces marines de mammifères, y compris les ours blancs. Elle interdit aussi l'importation de « trophées » d'ours blancs aux États-Unis.
L'année suivante vit la création de l'International Agreement on the Conservation of Polar Bears (Traité international sur la conservation des ours polaires, également connu sous le nom d'Accord d'Oslo), signé par les 5 nations dont les territoires arctiques sont habités par cette espèce : États-Unis, Canada, Norvège, Danemark (via le Groenland) et Russie (à l'époque encore l'URSS). Ainsi donc fut restreinte la chasse aux trophées et bannie la chasse à bord des engins volants et des brise-glace. Depuis cette année 1973, la Norvège a interdit complètement la chasse à l'ours blanc, les États-Unis, le Groenland, la Russie et le Canada la permettant partiellement (à leurs peuples autochtones, partant du principe que c'est inhérent à leur culture). Le Canada et le Groenland permettent toujours la chasse aux trophées.
Le Canada, qui abrite davantage d'ours blancs que les autres pays, permet une chasse aux trophées restreinte : les chasseurs doivent payer un lourd tarif aux organisateurs de la chasse. En 2005, le gouvernement du Nunavut augmenta le quota à 518 ours malgré les protestations de plusieurs groupes scientifiques ; environ 50 furent vendus à des chasseurs de trophées, le nombre restant donné à des Inuits. Le gouvernement des Territoires du Nord-Ouest maintient son propre quota de 72 à 103 ours blancs au sein de la communauté Inuvialuit ; certains sont donnés à des chasseurs de trophées.
Jusqu'en 2005, le Groenland n'imposait pas de limite sur la chasse aux ours blancs par la population autochtone. Cette année-là, elle imposa une limite de 150 ours pour 2006 et autorisa la chasse aux trophées pour la première fois.
En 1994, les États-Unis modifièrent le Marine Mammal Protection Act pour permettre l'importation de trophées d'ours blancs et préparer le terrain à une éventuelle augmentation de la chasse. Depuis lors, plus de 800 trophées d'ours blancs ont été importés aux États-Unis. En mai 2007, une proposition de loi a été présentée au Congrès pour annuler la décision de 1994 et interdire l'importation des trophées.
De nombreuses associations de protection de la nature et des animaux craignent que le réchauffement climatique n'ait un impact négatif énorme quant à la survie des populations d'ours blancs. Il en est de même concernant la continuation de la chasse aux trophées.
En 2015, Morten Jørgensen conclut que la principale menace pesant sur l'ours polaire est la chasse, loin devant le changement climatique. Plus de 1 000 ours sont abattus chaque année entre la chasse aux trophées (environ 750 en Alaska et au Canada) et le braconnage (plus de 300, principalement en Russie). Estimée à moins de 20 000 individus, la population d'ours polaires ne pourra pas supporter longtemps un tel niveau d'abattage.

### Autres menaces
Les matières toxiques répandues dans la mer sont consommées par le phytoplancton, puis le zooplancton, qui sont à leur tour consommés par les poissons, qui sont eux-mêmes mangés par les phoques, ces derniers étant la proie des ours. C'est ainsi que les ours blancs emmagasineraient les substances toxiques accumulées dans l'organisme d'animaux qui constituent leur chaine alimentaire. Par exemple, 200 à 300 tonnes de mercure transitent vers les pôles via les courants marins et les vents ; les populations locales ainsi que l'ours blanc ont des concentrations de ce métal, toxique pour le système nerveux et pouvant causer des anomalies congénitales, plus élevées que la moyenne. On peut citer également l'exploitation des hydrocarbures, notamment de pétrole offshore et de gaz de schiste, comme menaces pour les populations.
Un ours blanc adulte n'a pas de prédateurs naturels : seul l'orque pourrait être une menace pour lui, mais il n'y a jamais eu d'observation d'une ou plusieurs orques tuant un ours blanc, seulement des spéculations concernant les restes trouvés dans des estomacs d'orques, mais sans que l'on sache s'il s'agit du produit d'une chasse ou de prélèvements opportunistes après le croisement d'un cadavre d'ours dérivant en mer. De même concernant le requin du Groenland, puisque des restes d'ours ont également été trouvés dans son estomac, même si les scientifiques optent pour un comportement de charognard du requin, qui aurait pareillement trouvé la carcasse de l'ours dans l'eau. Les oursons en revanche sont plus vulnérables à la prédation, notamment par des loups ou renards arctiques. Il y a aussi eu le cas d'un Gulo gulo tuant un ours polaire adulte, en lui agrippant le cou pendant de longues minutes jusqu'à l'étouffer.

### État de la protection

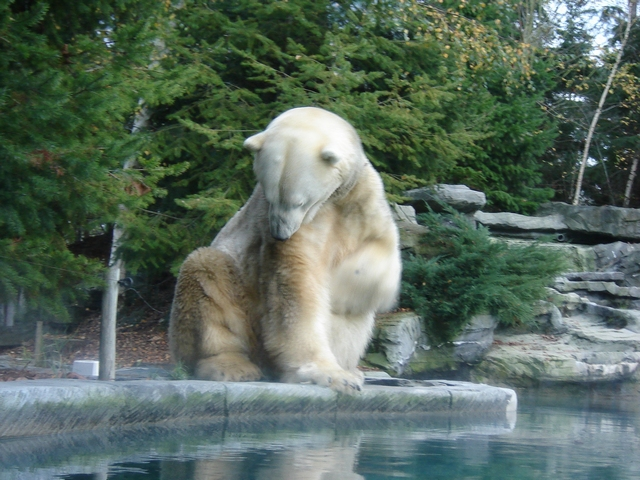
Ours blanc au zoo de La Flèche.

Les cinq pays se partageant la population mondiale d'ours blancs, soit le Canada, les États-Unis (via l'Alaska), le Danemark (via le Groenland), la Norvège et la Russie ont signé en 1973 l'Accord international sur la conservation des ours blancs (polaires) et leur habitat. Cet accord indique que ces pays doivent « agir comme il convient » pour protéger l'ours blanc et son habitat.
Bien que cette zone soit l'objet d'importants enjeux politiques, ces pays ont réussi à préserver une certaine collaboration pour la défense de l'ours blanc. Ainsi, dès 1956, en pleine guerre froide, les scientifiques de ces pays peuvent travailler ensemble sur ce sujet, et en 1968, dans le cadre de l’Union internationale de conservation de la nature (UICN) se crée le Polar Bear Specialits Group (PBSG).
La protection de l'ours blanc fait l'objet d'une classification particulière sur certains territoires :
- États-Unis : Le 27 décembre 2006, en réponse à un ultimatum venant à échéance un an après ordre de la Cour, à la suite d'une poursuite engagée par Greenpeace et deux autres groupes écologistes, le Département de l'Intérieur du gouvernement américain a proposé de « chercher activement des commentaires et de l'information scientifique » afin de déterminer si l'ours blanc devait être inscrit sur la liste des espèces menacées. Si une telle décision était prise, le gouvernement américain aurait obligation de protéger l'espèce et son habitat, la banquise. Selon le parlementaire démocrate Ed Markey et le porte-parole de Greenpeace Kert Davies, cela pourrait résulter en une nouvelle politique américaine sur les changements climatiques affectant la banquise[75]. Pour des raisons économiques liées aux contraintes que cela entraînerait sur l'exploitation pétrolière dans son État, la gouverneure de l'Alaska, Sarah Palin, a écrit une lettre au gouvernement fédéral pour protester contre l'inscription éventuelle de l'ours blanc parmi les espèces protégées[76].
- Canada : En avril 1991, l'ours blanc a été classé dans la catégorie des « Espèces préoccupantes »[77], c'est-à-dire parmi les espèces sensibles aux effets de la dégradation de leur habitat par l'homme ou les phénomènes naturels, mais sans être menacées de disparition, par le Comité sur la situation des espèces en péril au Canada. Le même statut lui a été accordé en avril 1999, en novembre 2002[75],[78] et en avril 2008. Des Inuits seraient en défaveur d'une protection plus importante de l'ours blanc, ce qui entraînerait l'interdiction de sa chasse, activité traditionnelle et importante ressource économique pour eux[76]. Depuis l'affaire des déportations d'Inuits en 1953, les gouvernements canadiens éprouvent des scrupules à interdire la chasse aux ours blancs, chasse qui est loin d'être le principal danger auquel ces animaux doivent faire face[73].
- Québec : L'espèce est classée « susceptible d'être désignée menacée ou vulnérable »[75].

Divers zoos ont transformé l'ours blanc en produit financier rentable, et accréditent l'idée de participer à une sauvegarde de l'espèce. Les scientifiques rejettent, dans la situation actuelle, cette idée. En effet l'animal reste capable d'adaptation, et, si son milieu naturel est dans une situation très tendue, particulièrement au regard de la lutte contre la pollution et de la sauvegarde de la biodiversité, les efforts dans le cadre de la coopération internationale restent le meilleur allié de l'ours blanc.

### Évaluation de la gravité des menaces
Prédire l'avenir est toujours incertain, même s'il est clair que l'habitat de l'ours blanc évolue vite et défavorablement. Une telle espèce très spécialisée serait particulièrement vulnérable aux conséquences de cette perte d'habitat. On pourrait donc s'attendre aux modifications suivantes chez les ours blancs dans le cadre du changement climatique :
- moins de disponibilité des espèces proies ;
- moins bonne forme physique ;
- mortalité infantile accrue ;
- moindre fécondité ;
- moindre rapidité de croissance ;
- agressivité accrue au sein de l'espèce ;
- cannibalisme accru ;
- espérance de vie moindre ;
- taux de mobilité réduit ;
- modifications des zones sanctuaires ;
- modifications des frontières territoriales ;
- accroissement des interactions avec l'homme ;
- réduction du nombre des individus.

En juin 2008, à la suite d'une proposition de classement du Fish and Wildlife Service faite en janvier 2007, les États-Unis ont inscrit l'ours blanc d'Alaska sur la liste nationale des espèces protégées.
La perte de surface de banquise serait comparable à la déforestation de forêts tropicales humides : qui perd l'habitat, perd les espèces à peu d'exception près. Mais le docteur Mitchell Taylor (en) et d'autres spécialistes de la faune arctique estiment néanmoins que la situation est loin d'être dramatique.
En 2016, il resterait 19 populations sauvages d'ours blancs (25 000 individus environ). Selon une évaluation précédente, sur les 13 populations d'ours blancs au Canada, 11 sont stables ou en croissance. Cette population n'était plus que de 8 000 à 10 000 il y a encore un demi-siècle. La croissance récente du nombre d'ours blancs est attribuée aux restrictions sur la chasse.
Cependant, une perte de poids est constatée chez les ours blancs en raison d'une difficulté accrue d'accès aux phoques, probablement exacerbée par la compétition pour une même nourriture, situation qui risque d'être encore aggravée par le réchauffement :
- la réduction du manteau de glace crée un meilleur habitat pour les phoques, principale nourriture des ours, qui peuvent ainsi mieux se protéger ;
- moins de glace signifie plus d'ensoleillement de la mer, donc de phytoplancton, ce qui augmente les sources d'autres nourritures ;
- à terre, les myrtilles dont les ours raffolent seraient ainsi plus abondantes[83].

Cette interprétation est cependant contestée par d'autres spécialistes, qui expliquent qu'il y a là une question de perspectives comportant une part de déni (comme celui de certains spécialistes concernant la baisse du stock de morues des Grands Bancs de Terre-Neuve dans les années 1980) et de facteurs sociopolitiques et économiques liés à l'exploitation des ressources du grand-nord. Louis Fortier, professeur à l'Université Laval de Québec et membre de la chaire de recherche sur la réponse des écosystèmes marins au réchauffement climatique, considère que la situation des ours blancs va tout d'abord s'améliorer pour ensuite se détériorer. Il explique ce phénomène par le fait que la fonte des glaces arctiques, dans un premier temps, permet à davantage de lumière d'atteindre l'océan et donc à davantage de phytoplancton, puis de zooplancton, de prospérer, jusqu'à l'ours situé au sommet de cette pyramide alimentaire. Cependant, la disparition de la banquise, terrain de chasse et de reproduction et de vie (élevage des petits) de l'ours, entraînerait à plus long terme son déclin. En effet, l'ours blanc, carnivore fortement spécialisé, ne serait pas en mesure de concurrencer à terre ses compétiteurs originaires du sud, plus généralistes. Selon la directrice générale du Service canadien de la faune Michelle Brenning les chiffres gouvernementaux montrent que, parmi les 13 sous-populations présentes au Canada, 2 sont en augmentation, 5 sont stables, 5 sont en déclin et une population n'a pas fait l'objet de recensement, offrant une situation hétérogène selon les sous-populations.
En 2016, « Tous les refuges de l'Arctique sont en fait maintenant sur le déclin, selon un examen détaillé des données satellitaires » et « dans tous ces refuges, les chercheurs ont constaté une tendance à un recul printanier plus précoce de la glace de mer et à une formation de glace plus tardive en automne ». Par rapport à 1979, le laps de temps entre le maxima et le minima de glace a gagné 9 semaines dans l'année, au détriment des ours blancs.[pas clair]
Cinq pays de la zone arctique (États-Unis, Canada, Groenland, Norvège et Russie) ont en 2015 adopté un plan d'action circumpolaire de dix ans pour œuvrer ensemble à la conservation des ours polaires.

## Ours blanc et imaginaire

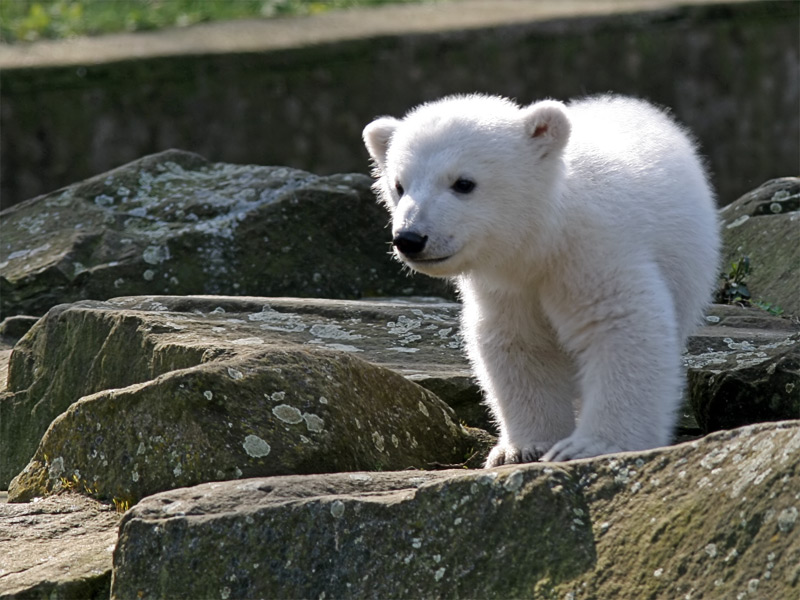
Knut, quelques mois après sa naissance.

### Mythologie
Nanuq est le terme inuit pour l'ours blanc, mais aussi le nom d'un esprit dans la mythologie inuit. Cet ours blanc particulièrement imposant est considéré comme le chef des ours blancs. Il peut décider si les chasseurs se sont comportés conformément aux règles rituelles afin de déterminer si une chasse est réussie.
L'ours blanc apparaît dans d'autres histoires de la mythologie des autochtones d'Alaska.

### L'ours blanc vu par les arts

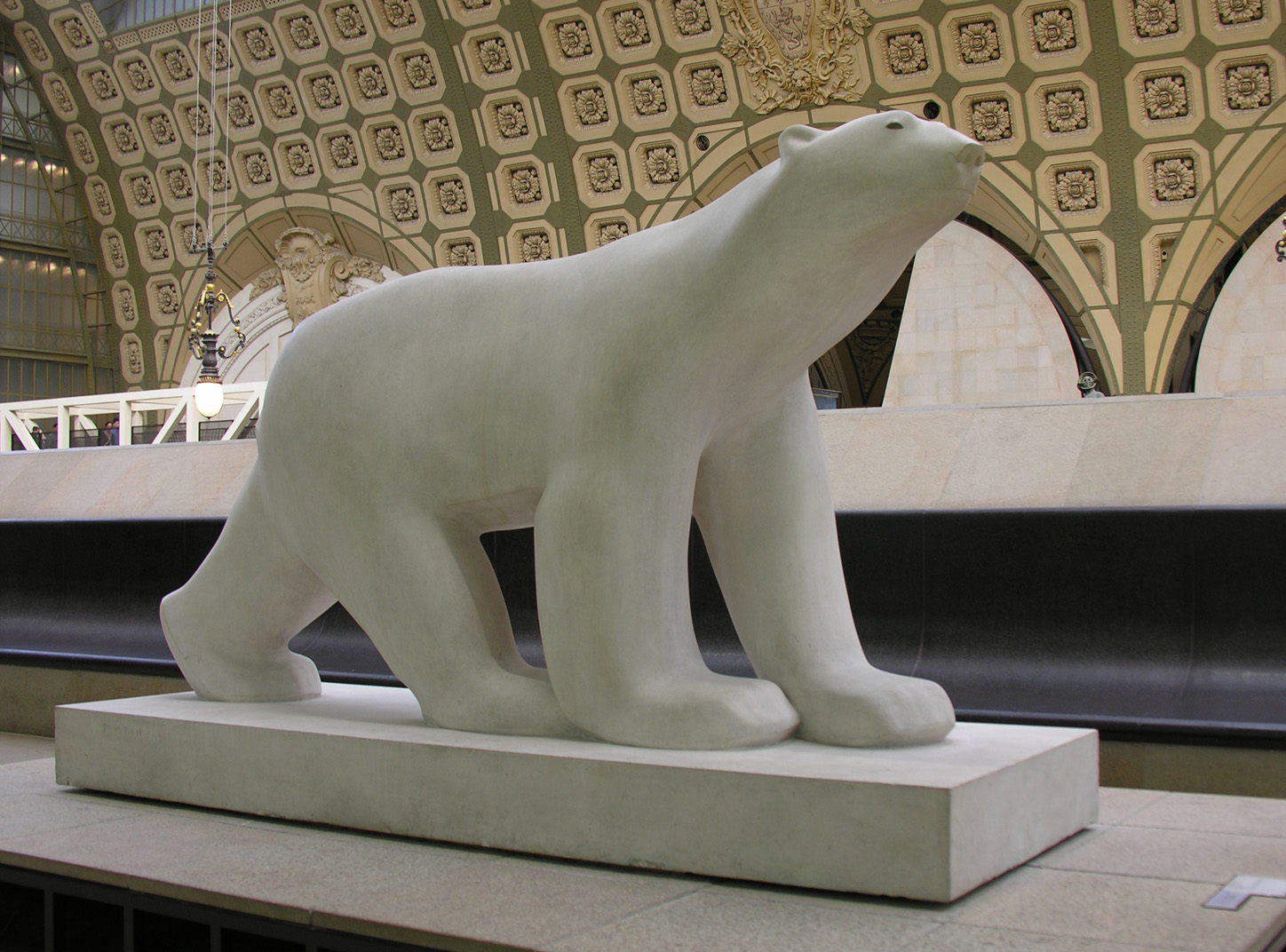
L'Ours Blanc de François Pompon.

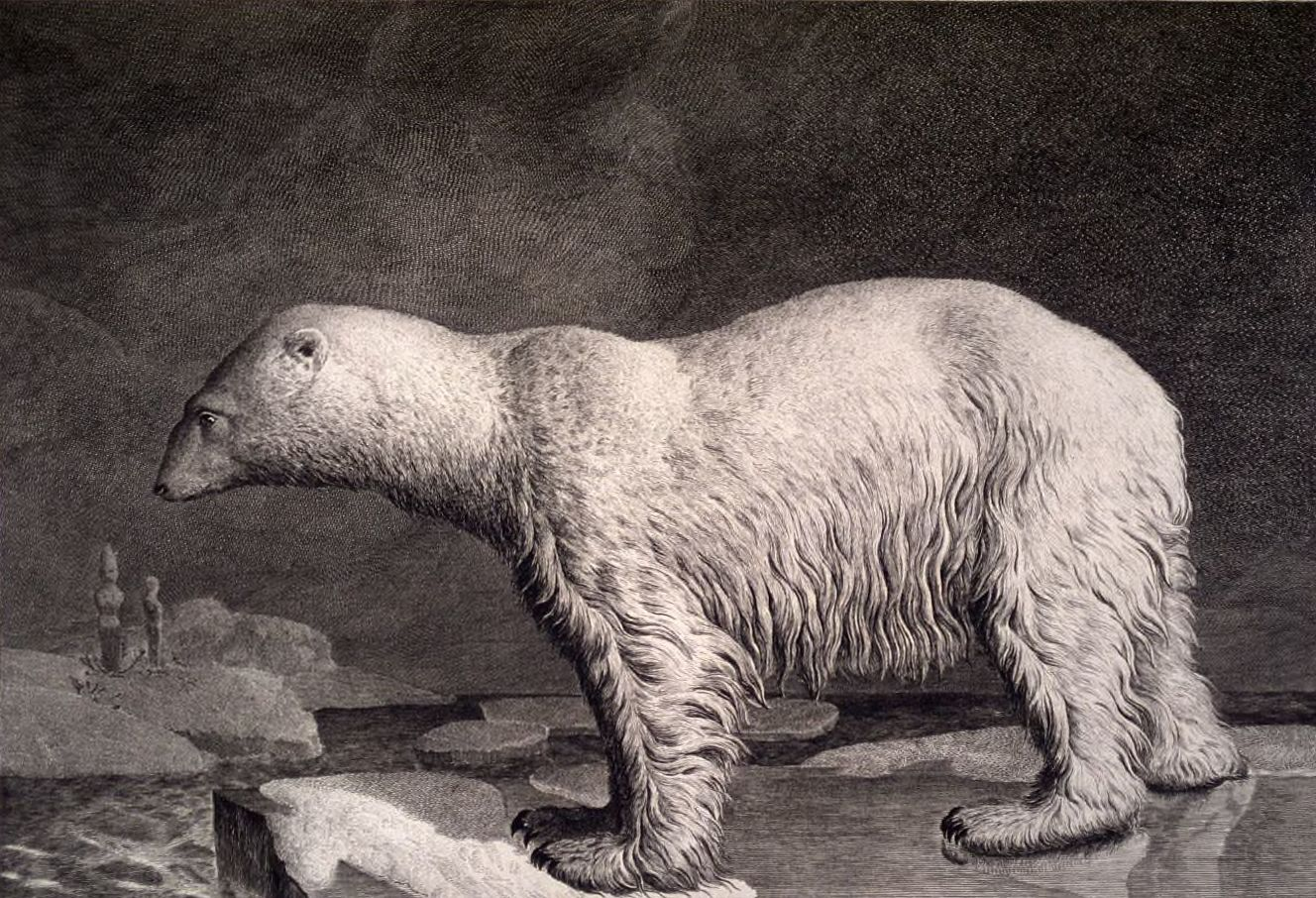
Ursus maritimus. L'ours polaire / dessiné par Maréchal, gravé par Miger. [cote : d11267].

L'une des plus célèbres représentations artistiques de l' Ours blanc (Pompon) est sans conteste la sculpture en taille réelle effectuée par François Pompon en 1922, où l'artiste, dans un style devenu sa marque de fabrique, représente un ours légèrement stylisé et aux pattes disproportionnées, ce qui lui donne une saisissante impression de vie. Si l'original en marbre est aujourd'hui présenté au musée d'Orsay à Paris, une copie le remplace au jardin Darcy de Dijon, où il fut longtemps exposé. C'est d'ailleurs aujourd'hui l'un des symboles les plus connus de la ville, après la chouette de Notre-Dame.

### Utilisation de l'image de l'ours blanc
L'ours blanc est le symbole de plusieurs zoos, tel que celui de Saint-Félicien au Québec ou de Berlin avec l'ourson Knut, mais aussi de régions comme le Groenland.
La pièce de monnaie canadienne de 2 dollars comporte l'image d'un ours blanc, animal choisi par le Canada comme mascotte pour les Jeux olympiques d'hiver de 1988 à Calgary ou encore par le Bowdoin College au Maine.
Les habitants des Territoires du Nord-Ouest et du Nunavut au Canada ont une plaque d'immatriculation en forme d'ours blanc.
L'ourson blanc Knut, depuis sa naissance au Zoo de Berlin, a beaucoup attiré l'attention des médias et du public, si bien que son nom a été déposé comme marque par le Zoo et est même coté en bourse. Différentes utilisations de l'image de l'ourson ont été faites – de la friandise au disque pour enfant – avec un succès commercial indéniable.
En 1993, Coca-Cola a abondamment utilisé l'image d'un ours blanc pour une de ses campagnes de publicité, mais l'ours y était montré avec des manchots, alors que ces animaux antarctiques vivent naturellement dans des régions opposées.

### Encyclopédie enfants
- Ours blanc - Vikidia, l’encyclopédie des 8-13 ans
- Ours blanc — Wikimini, l’encyclopédie pour enfants